# Boubacar Coulibaly
Boubacar Coulibaly est un joueur de football franco-malien évoluant au Wydad de Casablanca, il est né le 6 mars 1985 à Bamako. Il pèse 71 kg et mesure 1,77 m.
Il est le frère cadet de Soumaïla Coulibaly[réf. nécessaire].

## Carrière
- jusqu'en 2002 :  AS Real Bamako
- 2002-2008 :  SC Fribourg
- 2008-2009 :  SV Wehen-Wiesbaden